# Гіттердал (Міннесота)
Гіттердал (англ. Hitterdal) — місто (англ. city) в США, в окрузі Клей штату Міннесота. Населення — 199 осіб (2020).

## Географія
Гіттердал розташований за координатами 46°58′43″ пн. ш. 96°15′31″ зх. д. / 46.97861° пн. ш. 96.25861° зх. д. (46.978567, -96.258505).  За даними Бюро перепису населення США в 2010 році місто мало площу 2,44 км², з яких 2,23 км² — суходіл та 0,21 км² — водойми.

## Демографія
Згідно з переписом 2010 року, у місті мешкала 201 особа в 89 домогосподарствах у складі 58 родин. Густота населення становила 82 особи/км².  Було 100 помешкань (41/км²).
Расовий склад населення:
| - 96,5 % — білих - 1,5 % — чорних або афроамериканців - 0,5 % — азіатів |

До двох чи більше рас належало 1,5 %. Частка іспаномовних становила 1,0 % від усіх жителів.
За віковим діапазоном населення розподілялося таким чином: 21,9 % — особи молодші 18 років, 56,2 % — особи у віці 18—64 років, 21,9 % — особи у віці 65 років та старші. Медіана віку мешканця становила 44,5 року. На 100 осіб жіночої статі у місті припадало 125,8 чоловіків;  на 100 жінок у віці від 18 років та старших — 118,1 чоловіків також старших 18 років.
Середній дохід на одне домашнє господарство  становив 81 073 долари США (медіана — 61 750), а середній дохід на одну сім'ю — 96 336 доларів (медіана — 88 750). За межею бідності перебувало 7,6 % осіб, у тому числі 9,1 % дітей у віці до 18 років та 5,9 % осіб у віці 65 років та старших.
Цивільне працевлаштоване населення становило 87 осіб. Основні галузі зайнятості: освіта, охорона здоров'я та соціальна допомога — 29,9 %, будівництво — 16,1 %, роздрібна торгівля — 12,6 %, виробництво — 11,5 %.